# II. Hardeknut dán király
II. Hardeknut Knutsson vagy III. Knut (dánul: Knud III Hardeknud, angolul: Harthacanute), (1018/1019 – 1042. június 8.) Dánia társkirálya 1028-tól, királya 1035-től és Anglia trónjának birtokosa 1035-től 1037-ig, illetve 1040-től haláláig.
II. Knut és Normandiai Emma fiaként született, és 1028-ban édesapja megosztotta vele Dánia trónját, Nidarosban kiáltották ki királlyá, majd édesapja, Knut halála után, 1035-ben lépett a dán trónra. Egy csoport, melyet édesanyja, Emma és Wessex earlje ("grófja"), Godwin vezetett, Hardeknutot akarta az angol trónra ültetni. Leofric (Mercia earlje), a londoniak és az északi főurak azonban elérték, hogy Knut törvénytelen fiát, Haroldot nevezzék ki régenssé. Emma és fiának kísérete eközben Winchesterben maradt, hogy megvédje Hardeknut érdekeit. Minthogy Hardeknut a norvég királlyal, I. Magnussal való konfliktusa megakadályozta, hogy Angliában is biztosítsa hatalmát, Harold 1037-ben királlyá koronáztatta magát, Emmát pedig száműzték. Hardeknut, miután Magnussal megegyezett Skandináviában (ha valamelyikük utód nélkül hal meg, a másiké lesz mindkét ország), támadást készített elő Anglia ellen, de Harald 1040-ben meghalt, így ellenállás nélkül léphetett a trónra. Népszerűtlen uralkodó volt: Harold holttestét kiásatta, és a mocsárba vettette; hadiflottája fenntartása miatt magas adókat vetett ki; amikor pedig Worcesterben meggyilkoltak két adószedőt, serege felperzselte a várost. Minthogy a király menlevelét birtokló Eadwulfot, Northumbria earljét szintén meggyilkolták, az Angolszász krónika szószegőként örökítette meg Hardeknut nevét.
Nem házasodott meg, és nem is volt gyermeke. 1041-ben hazahívta Normandiából féltestvérét, (Hitvalló) Eduárdot, és valószínűleg őt szánta utódjának. 1042. június 8-án halt meg. A krónikák szerint egy Lambethi lakodalomban lerészegedett, és "szörnyűséges görcsök közepette" megfulladt. Lehetséges, hogy megmérgezték. Édesapja, Knut király mellé temették el a régi winchesteri székesegyházban, de ma már nem lelhetők fel maradványai. Anglia trónján Eduárd, Dánia trónján pedig – a megegyezés szerint – I. Magnus követte.